# 广西号两栖攻击舰
廣西號兩棲攻擊艦，正式名稱為中國人民解放軍海軍廣西艦（舷號：32）是中國人民解放軍海軍入役的第二艘075型兩棲攻擊艦。該艦於2021年服役，用以更新中國人民解放軍海軍以大型運輸艦為主的兩棲作戰能力體系，該艦約在2019年9月開工，2020年4月22日下水，2021年12月服役，並在2022年海軍節（4月23日）首次亮相。該艦滿載排水量3.6萬噸，採用全柴聯合動力方式，最大航速超過20節，可搭載主戰坦克、兩棲裝甲車等重型裝甲裝備、艦載直升機、氣墊艇等，配備有導彈、艦炮、電子戰等武器系統。

## 历程

### 建造
2020年4月22日，广西号兩棲攻擊艦出塢下水。
2020年7月5日，正在上海組裝的广西舰的甲板上出現一架未知型號的無人直升機。外界推測該款無人直升機為AR500C無人直升機。有分析指，075上配備無人直升機將會改變登陸戰的遊戲規則
2020年12月22日，广西舰首次出海试航，翌年1月4日试航结束。2021年3月31日，广西舰再次出海试航，同年6月24日试航结束。2021年8月2日，广西舰第三次出海试航，同月6日试航结束。
2021年10月8日，广西舰再次出海。
2021年12月6日，广西舰现身东部战区海军军港。

### 服役后
2021年12月，广西舰入列，命名为“中国人民解放军海军广西舰”，舷号32。
2022年4月21日，官方正式公布广西舰舰名及舷号。广西舰首任舰长许策上校，之前担任052D型导弹驱逐舰“南京”舰（舷号155）舰长。
2023年2月，廣西艦進塢進行第一次維護保養。

## 人员编制

### 歷任領導
| 艦長 1. 許策 海軍上校（2021年12月—） | 政治委員 1. 余康康 海軍上校（2021年12月—） |

| 副艦長 | 副政治委員 1. 付中培 |